# Referat Ewakuacji Personalnej KG Armii Krajowej
Referat Ewakuacji Personalnej, „Ewa-Pers”, „ciotki” – komórka Wydziału Odbioru Zrzutów Oddziału V Łączności Komendy Głównej AK, której zadaniem były odbiór, aklimatyzacja i opieka nad cichociemnymi.
Komórka Zrzutów istniała już jesienią 1941 roku w ZWZ. W okresie próbnym, w latach 1941–1942 jako „odbiorcza komórka transportu lotniczego” lub „Wydział Zrzutów Powietrznych” działała pod kryptonimem „Syrena” pod dowództwem Oksany Korwin-Pawłowskiej „Miotły”, „Śruby”. Wiosną 1942 roku Komórka Zrzutów została przeorganizowana w Wydział Odbioru Zrzutów V-S w Oddziale V Łączności Komendy Głównej AK. Kierowniczką referatu została Maria Szczurowska „Danka”, „ciotka Danka”. W 1943 roku, po odejściu „Danki” do innej służby, kierowniczką Referatu Ewakuacji Personalnej „Ewa-Pers” została Michalina Wieszeniewska „ciotka Antosia”. 

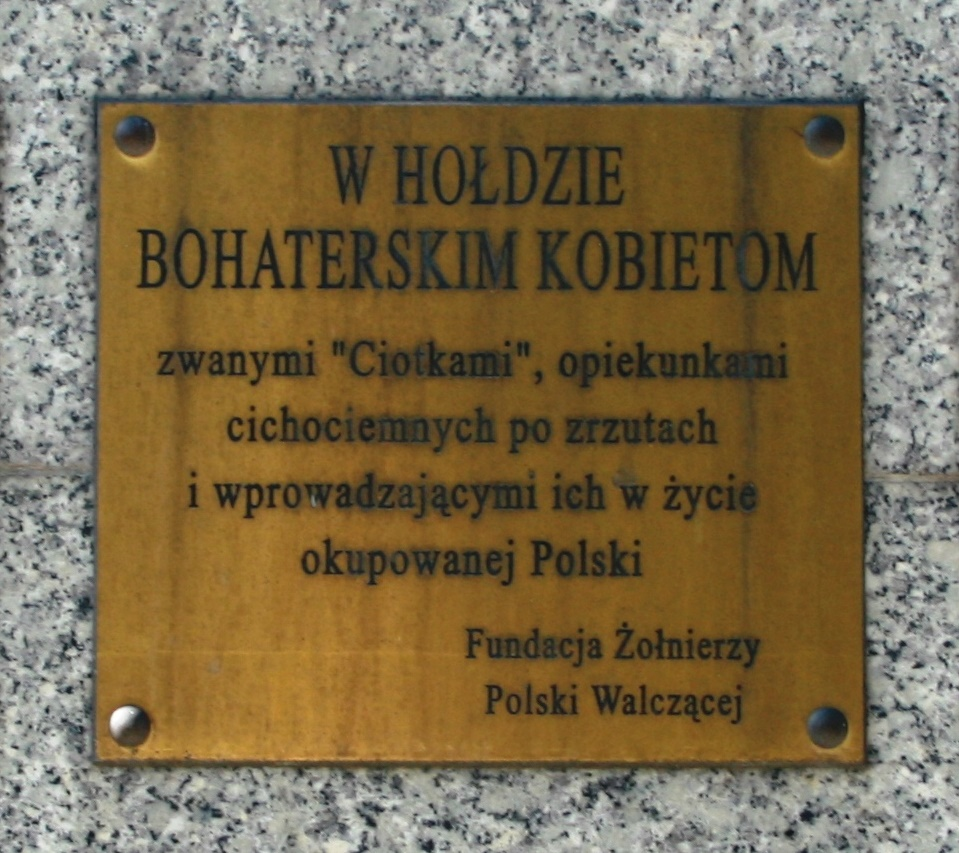
Tablica poświęcona „ciotkom” cichociemnych na warszawskim cmentarzu wojskowym

Referat zorganizował grupę kobiet, zajmujących się logistyką aklimatyzacji dla cichociemnych (organizacja lokali, punktów kontaktowych, organizacja dokumentów, itp.). Grupa ta była popularnie zwana „ciotkami cichociemnych”. Działały w niej m.in.:
- Ludwika Ciechomska „ciotka Jagna”, u której w podpodłogowej skrytce przechowywane były pieniądze i ważne dokumenty
- Irena Konopacka-Semadeni „Dr Konstancja”
- Julia Klimasowa „Irka”
- Janina Kwiecińska „ciotka Janka”
- E. Martensowa „Kasia”[4]
- Michalina Pawlikowska (łączniczka)
- C.Piotrowska „Zosia”[4]
- Zofia Podoska „ciotka Franka”
- Z. Stawarzowa „Jadwiga”[4]
- Maria Szczurowska „Danka”
- Zofia Szwojnicka „ciotka Zofia”
- Michalina Wieszeniewska „Antosia”[5].

- Alfred Bartnik – ul. Puławska 24 m. 23
- Stefania Dowgiałło „Stefa” – punkt kontaktowy przy ul. Natolińskiej 6 m. 17
- Jadwiga Frühaufowa – ul. Pogonowskiego 10 m. 6
- Irena Jarzemska – ul. Niegolewskiego 6
- Wanda Klimaszewska – al. Niepodległości 245 m. 52
- Jadwiga i Mieczysław Kordzikowie – ul. Hoża 47 m. 19
- Janina Kozłowska – ul. Służewska 5 m. 13
- Janina i Karol Kwiecińscy – ul. Widok 7
- Wanda Młodzianowska – ul. Brzozowa 2/4 m. 18
- Maria Natansonówna – Marszałkowska 94 m. 6
- pani Opacka – ul. Krucza 22 m. 34
- Halina Schoeppingk – ul. Nabielaka 13 m. 3
- Anna i Mieczysław Siewierscy – ul. Dynasy 10 m. 6
- Maria i Helena Wańkowiczówne – ul. Chopina 8
- Zuzanna Zuchwalska – ul. Słupecka 2A m. 2
- Amelia Żółtowska – ul. Wspólna 51 m. 7
- i wiele innych[6]

Ciotki były w stałym kontakcie z kierowniczką Wydziału „Ptaszków” Komendy Rezerw Krajowych Oddziału I Organizacyjnego Komendy Głównej AK, Ireną Kończycową „Natą”, której przekazywały zaaklimatyzowanych spadochroniarzy.